# 오니자키정
오니자키정(鬼崎町)은 아이치현 지타군에 설치되었던 정이다. 현재의 도코나메시 서북부에 해당한다.